# NGC 130
NGC 130 est une galaxie lenticulaire située dans la constellation des Poissons. Elle a été découverte par l'ingénieur irlandais Bindon Blood Stoney en 1850.

## Caractéristiques
Sa vitesse par rapport au fond diffus cosmologique est de 4 084 ± 30 km/s, ce qui correspond à une distance de Hubble de 60,2 ± 4,2 Mpc (∼196 millions d'al).

## Groupe de NGC 128
NGC 130 est une galaxie du groupe de NGC 128. Ce groupe comprend les galaxies NGC 126, NGC 127 et NGC 128 ainsi que les galaxies UGC 275, UGC 277, UGC 281, UGC 282, UGC 283, MCG 0-2-45 et MCG 0-2-47. Il existe un pont de matière entre NGC 128 et NGC 127 créé par la forte interaction gravitationnelle entre ces deux galaxies.